# Ley Helms-Burton
Ley Helms-Burton es una ley estadounidense que continúa y refuerza el embargo estadounidense a Cuba.

## La ley
Se ordena su publicación el 3 de marzo de 1996. El 12 de marzo de ese año, el presidente de los Estados Unidos Bill Clinton firmó y puso en vigor la llamada Ley de la Libertad Cubana y Solidaridad Democrática, más conocida por los nombres de sus principales promotores, el senador por Carolina del Norte, Jesse Helms, y el representante por Indiana, Dan Burton.
La ley se introdujo como respuesta del gobierno estadounidense al derribo de aviones de Hermanos al Rescate el 24 de febrero de 1996, operadas por  4 pilotos estadounidenses de origen cubano mientras volaban sobre el límite del espacio aéreo de la República de Cuba en busca de balseros, para ayudarles a llegar a suelo estadounidense. Los 4 pilotos fueron masacrados por aviones Mig del régimen de La Habana en aguas internacionales.

## Antecedentes históricos
En las elecciones legislativas de 1994, por primera vez en 40 años, los republicanos tomaron el control de ambas cámaras del congreso estadounidense, planteándose un viraje hacia las políticas más aislacionistas para con Cuba del espectro político estadounidense, y un incremento del poder de influencia de los grupos anticastristas cubanos, aliados tradicionales de los republicanos.
En este ambiente, el 9 de febrero de 1995 es introducido por primera vez el proyecto de ley por el senador Jesse Helms (Republicano por Carolina del Norte) en su calidad de Presidente del Comité de Relaciones Exteriores del Senado, destacándose que fue la primera propuesta legislativa del senador Helms luego de su investidura en el cargo, y de una campaña electoral en la que había anunciado sus intenciones de aumentar las sanciones contra el gobierno de la isla.
A lo largo de 1995 los proyectos Helms (del Senado) y Burton (de la Cámara) fueron objeto de numerosas modificaciones y negociaciones, aunque ninguna de ellas dirigida a modificar su esencia agresiva y hostil contra Cuba, e inclusive, contra aliados importantes de los Estados Unidos como Canadá o la Unión Europea.

## Aplicación
El 12 de marzo de 1996, el presidente de los Estados Unidos William J. Clinton firmó y puso en vigor la llamada Ley de la libertad cubana y solidaridad democrática de 1996, o Ley Libertad, más conocida por los nombres de sus principales promotores, el senador (Republicano) por Carolina del Norte, Jesse Helms, y el también representante Republicano por Indiana, Dan Burton. Este último ha sido promotor del movimiento Tea Party y ambos han estado comprometidos con los sectores más conservadores del espectro político estadounidense.
A partir de mayo de 1996 y hasta la actualidad el Departamento de Estado ha estado notificando mediante Cartas de Advertencia a compañías inversionistas en Cuba en las llamadas "propiedades confiscadas". 
El 16 de julio de 1996 entró en vigor el Título III de la ley, y el presidente Clinton, haciendo uso de las facultades previstas también en la legislación, emitió paralelamente una orden de suspensión temporal por 6 meses de una parte de este Título. 
El 16 de agosto, como resultado de las protestas y críticas a la ley entre los principales aliados de Estados Unidos en el mundo, entre las que se destacan las leyes antídoto promulgadas por varios países y el panel planteado ante la Organización Mundial del Comercio por la Unión Europea, se anuncia el nombramiento de un "Enviado Especial para la Promoción de la Democracia en Cuba", cuya tarea fundamental era impulsar y lograr un acuerdo entre los principales socios de Estados Unidos con respecto a la Helms-Burton, intentando de esta forma internacionalizar la acción de esta ley.
El 20 de septiembre de 1996, con vistas a implementar una aplicación más vigorosa de la Ley se anuncia la creación de la "Unidad para la Aplicación de la Helms-Burton" en el Departamento de Estado, dentro de la Oficina de Asuntos Cubanos.
La ley estableció que el presidente tendría que realizar un informe sobre su implementación del Título II, para lo cual el 28 de enero de 1997 el presidente Clinton publica con gran despliegue publicitario el documento "Apoyo para una Transición Democrática en Cuba".
Como resultado de intensas negociaciones, el 11 de abril de 1997 se da a conocer el "Entendimiento Unión Europea y Estados Unidos", mediante el cual los últimos lograban el retiro por parte de los europeos del panel planteado ante la Organización Mundial del Comercio a causa de la Helms-Burton, a cambio de la promesa estadounidense de no sancionar a compañías europeas inversionistas en Cuba.
A este acuerdo siguió un segundo "Entendimiento con Respecto al Fortalecimiento de la Protección de las Inversiones" en mayo de 1998 mediante el cual la Unión Europea inhibiría voluntariamente las inversiones en Cuba en "propiedades confiscadas" a cambio del compromiso de la Administración de trabajar para la eliminación del Título IV de la Helms-Burton. Posterior a este hecho, se han efectuado varias rondas negociadoras entre las partes en las cuales, entre otras disputas comerciales, se ha analizado la marcha de estos compromisos, especialmente dada la imposibilidad de la Administración Clinton de obtener una modificación al Título IV por parte del Congreso; entretanto tampoco se han producido sanciones a compañías europeas.
El 4 de marzo de 2019, el gobierno del presidente Donald Trump abrió, por primera vez desde 1996, la posibilidad de que se entablaran demandas en las cortes de Estados Unidos contra las empresas cubanas incluidas en una lista unilateral elaborada por Departamento de Estado por su supuesta vinculación a las Fuerzas Armadas y el sector de la seguridad nacional en Cuba. Aunque el Departamento de Estado suspendió en ese momento la activación total del Título III de la Helms Burton por "interés nacional" de los Estados Unidos, su posible aplicación contra empresas de terceros países fue calificada por la cancillería cubana como un "chantaje al mundo"
El 17 de abril de 2019, El secretario de Estado de Estados Unidos, Mike Pompeo, anunció  que la administración de Donald Trump implementará por completo el Título III de la Ley Helms-Burton contra Cuba a partir del 2 de mayo de 2019.

## Consecuencias
Detractores tanto en Cuba como en el resto del mundo señalan que desde el punto de vista político, pretende perpetuar el clima de hostilidad en la política de los Estados Unidos hacia Cuba, para forzar la destrucción de la Dictadura Cubana, y, desde el punto de vista económico, intimidar por todos los medios posibles a los empresarios extranjeros para tratar de evitar las inversiones y el comercio internacional con Cuba.
El 16 de abril de 2019 señala The Wall Streat Journal que la jefa de la diplomacia europea, Federica Mogherini, y la comisaria europea de Comercio, Cecilia Malmström, enviaron una carta al secretario de Estado de EE. UU., Mike Pompeo, en la que expresaron sus "grave preocupación" por las recientes decisiones de Washington de reactivar el título III de la ley Helms-Burton.
Desde la Unión Europea se señala que en la práctica, la entrada en vigor del Título III supone que las empresas extranjeras que operen en instalaciones o con bienes confiscados durante la revolución de hace seis décadas podrán ser denunciadas en tribunales de EE. UU. Sobre todo, supone un riesgo para compañías de la Unión Europea y Canadá, que son los países que más intereses comerciales tienen dentro de la isla.